# لورا صوفيرل
لورا صوفيرل (بالبرتغالية: Laura Soveral‏) (و. 1933 – 2018 م) هي ممثلة أفلام برتغالية، ولدت في بنغيلا، توفيت في لشبونة، عن عمر يناهز 85 عاماً، بسبب تصلب جانبي ضموري.

## التعليم
تعلمت في جامعة لشبونة.

## وصلات خارجية
- لورا صوفيرل على موقع IMDb (الإنجليزية)
- لورا صوفيرل على موقع ألو سيني (الفرنسية)
- لورا صوفيرل على موقع أول موفي (الإنجليزية)
- لورا صوفيرل على موقع قاعدة بيانات الأفلام السويدية (السويدية)
- لورا صوفيرل على موقع قاعدة بيانات الفيلم (الإنجليزية)
- لورا صوفيرل على موقع كينوبويسك (الروسية)